# Victoria International 1995
Die Victoria International 1995 im Badminton fanden vom 22. bis zum 23. August 1995 statt.

## Sieger und Platzierte
| Disziplin    | Gold                         | Silber                          | Bronze                       |
| ------------ | ---------------------------- | ------------------------------- | ---------------------------- |
| Herreneinzel | Craig Booley                 | Jeffrey Tjuandi                 | Andrew Connolly              |
| Herreneinzel | Craig Booley                 | Jeffrey Tjuandi                 | David Humble                 |
| Dameneinzel  | Lisa Campbell                | Michelle O’Neill                | Kellie Lucas                 |
| Dameneinzel  | Lisa Campbell                | Michelle O’Neill                | Rayoni Head                  |
| Herrendoppel | Peter Blackburn Paul Staight | Matthew McCarthy Ben McCarthy   | David Bamford Craig Booley   |
| Herrendoppel | Peter Blackburn Paul Staight | Matthew McCarthy Ben McCarthy   | Lee Jones Dean Lewis         |
| Damendoppel  | Rhonda Cator Amanda Hardy    | Michelle O’Neill Tracy Shinners | Jenny Gibson Lynda Graves    |
| Damendoppel  | Rhonda Cator Amanda Hardy    | Michelle O’Neill Tracy Shinners | Rayoni Head Kellie Lucas     |
| Mixed        | Peter Blackburn Rhonda Cator | Paul Stevenson Amanda Hardy     | Dean Lewis Rowena Lewis      |
| Mixed        | Peter Blackburn Rhonda Cator | Paul Stevenson Amanda Hardy     | Murray Hocking Lisa Campbell |